# Tereftalato 1,2-diossigenasi
La tereftalato 1,2-diossigenasi è un enzima appartenente alla classe delle ossidoreduttasi, che catalizza la seguente reazione:
tereftalato + NADH + H+ + O2 ⇄ (1R,6S)-diidrossicicloesa-2,4-diene-1,4-dicarbossilato + NAD+
È stato dimostrato che questo enzima contiene un centro Rieske [2Fe-2S]